# Diskant (hudební skupina)
Rocková skupina Diskant byla založena v roce 1977 v Mnichově Hradišti. Skupina byla známá také pod pozdějšími názvy Agro Diskant, Agro Rock a Dixon. Skupina se v dobách své největší slávy objevovala pravidelně v anketě „Zlatý slavík“ mezi skupinami. Skupině také vyšla v roce 1986 u Supraphonu malá gramofonová deska s písněmi Pláž a Stejně dál si čekám. Text druhé zmíněné skladby napsal Pavel Vrba. Skupina také spolupracovala s Františkem Ringo Čechem.
Diskant oficiálně ukončil svoji činnost v roce 1989, ale jeho činnost příležitostně pokračuje dále. V 90. letech skupina vydala CD s názvem „Živá vzpomínka na léta 1982–86“, jednalo se o záznam živého vystoupení v Mnichově Hradišti ze dne 15. 5. 1993. Toto CD bylo nahráno ve složení: František Brunclík – kytara, zpěv, Jaroslav Špička – klávesy, zpěv, Miroslav Horna – basová kytara, zpěv a Vladislav Fanta – bicí, zpěv. V roce 1999 vyšel skupině výběr skladeb za prvních 20 let pod názvem Diskant – I. Příležitostné koncertní šňůry kapela odehrála v letech 2004 a 2005. Šňůra v roce 2004 byla zachycena na DVD s názvem DISKANT TOUR 2004. Dále skupina odehrála dva vzpomínkové koncerty v letech 2016 a 2019 v legendární „Posilovně“ v Mnichově Hradišti. Za svoji éru vydal Diskant také několik demonahrávek. V roce 2020 byla kapela vyznamenána za celoživotní přínos pro město Mnichovo Hradiště.
V prosinci 2021 vyšla o skupině kniha s podtitulem Odtajněná bigbítová kronika kapelníka Franty Brunclíka.